# Johannes von Miquel

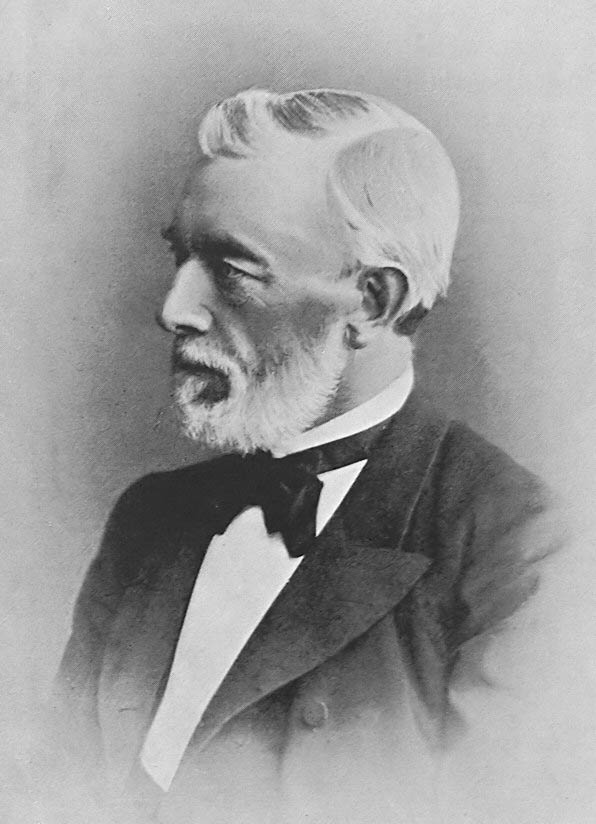
Johannes von Miquel (1828–1901)

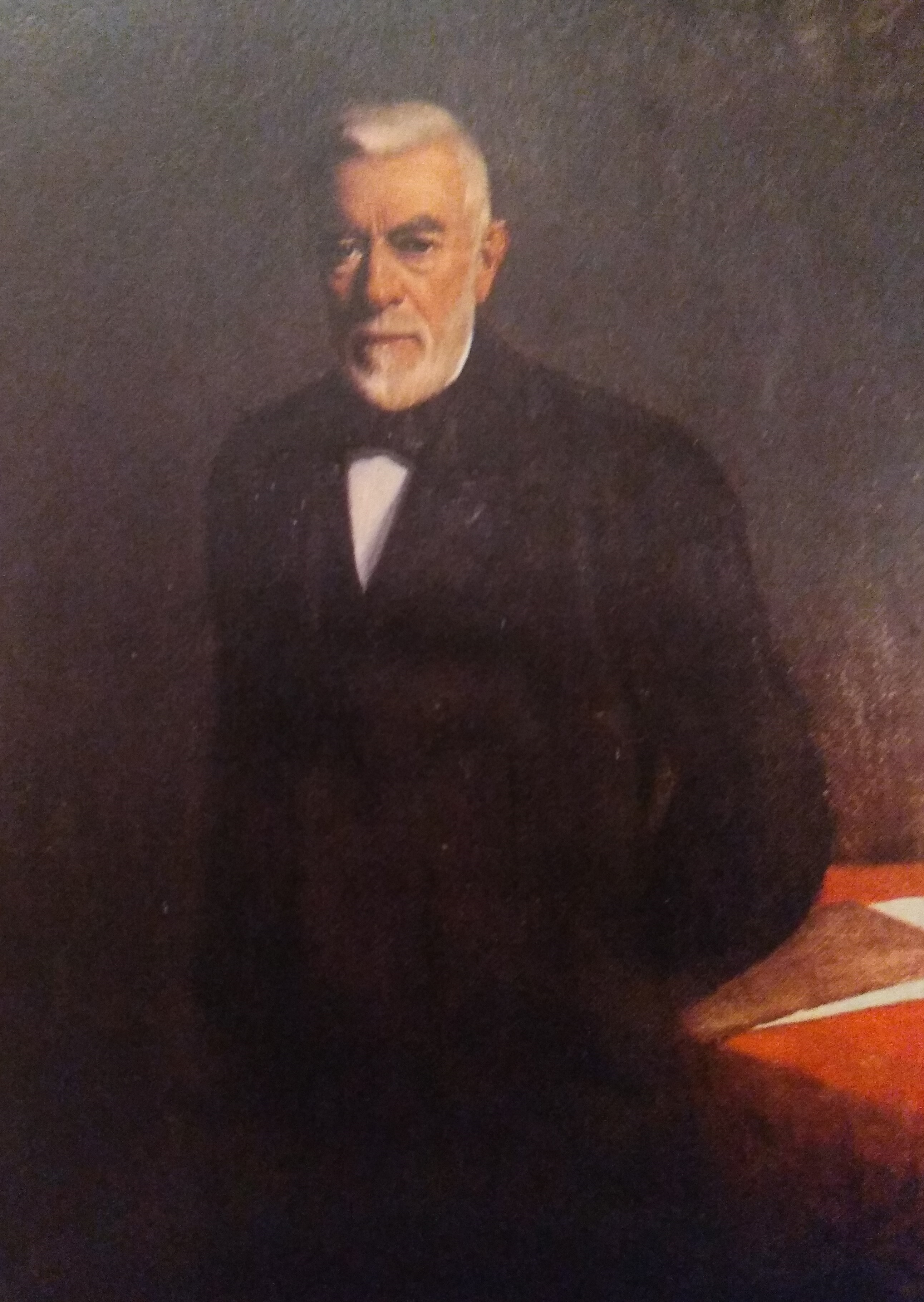
Johannes von Miquel, Ehrenbürger Osnabrücks, gemalt von Franz Hecker

Johannes Franz Miquel, ab 1897 von Miquel (* 19. Februar 1828 in Neuenhaus, Grafschaft Bentheim; † 8. September 1901 in Frankfurt am Main) war preußischer Staats- und Finanzminister und Reformer.

## Familie
Johannes von Miquel entstammte einer französischen Familie aus Cahors (Südfrankreich), die nach Düsseldorf einwanderte und deren Stammreihe mit Marc Miquel um 1670 in Cahors beginnt. Sein Vater Anton Miquel (1783–1862) war Arzt und lebte in Neuenhaus in der Grafschaft Bentheim. Obwohl katholisch getauft, wurde er hier jedoch von seiner Mutter Lubertha Miquel geb. Köhler (1790–1860) evangelisch-reformiert erzogen. Seine älteren Brüder waren der Botaniker Friedrich Anton Wilhelm Miquel und der Gymnasiallehrer und Redakteur Franz Wilhelm Miquel. Er war mit Bertha Markheim, einer Schwester von Julius Rodenberg, um 1852 verlobt.

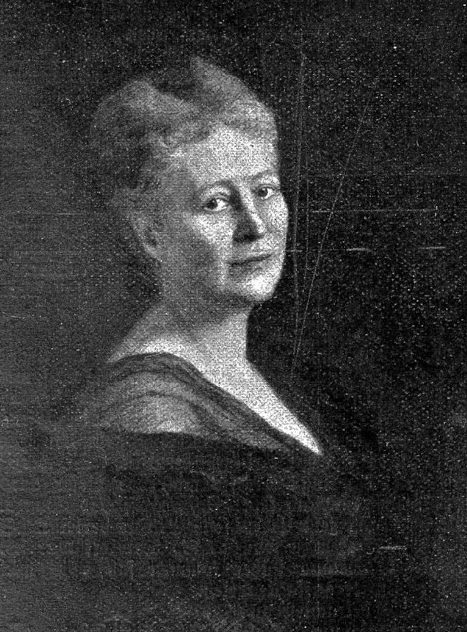
Porträt von Emma Wedekind, gemalt von Hans Otto Baumann

Miquel heiratete am 15. September 1865 in Hannover Emma Wedekind (* 14. Juli 1847 in Bissendorf, Landkreis Osnabrück; † 16. Dezember 1915 in Kassel), Tochter von Karl Wedekind, des Kaufmanns und Königlich hannoverschen Konsuls in Palermo, und der Julia Ehmbsen. Sie hatten drei Söhne und eine Tochter. Einer seiner Söhne war der Verwaltungsjurist Walther von Miquel, einer seiner Enkel der Widerstandskämpfer Rudolf von Scheliha. 1880 trennte sich Miquel von Emma Wedekind, als er nach Frankfurt am Main zog.

## Leben

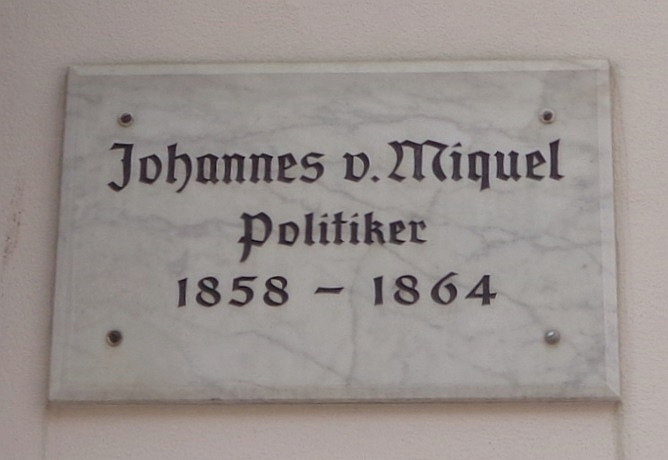
Göttinger Gedenktafel für Johannes von Miquel

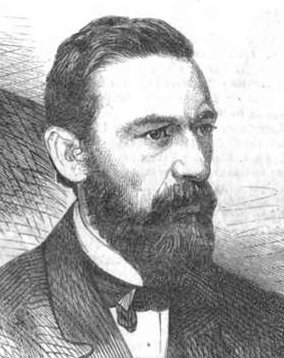
Johannes von Miquel, 1867

Miquel legte seine Abiturprüfung 1846 am Gymnasium Georgianum (Lingen) ab. Von 1846 bis 1849 studierte er Rechtswissenschaften in Heidelberg sowie Göttingen und wurde 1846 Mitglied der Burschenschaft Neckarbund Heidelberg. Er fand zunächst Gefallen an der Ideologie der Kommunisten und pflegte Beziehungen zu Karl Marx, den er durch Wilhelm Pieper kennen gelernt hatte. Er beteiligte sich 1848 an der demokratischen Studentenbewegung und war bis 1852 Mitglied des illegalen Bundes der Kommunisten. Während der Märzrevolution 1848/49 kämpfte er auf den Barrikaden von Leipzig und Dresden für die Demokratie, unter anderem gemeinsam mit Wilhelm Wehrenpfennig und Lorenz Theodor Nagel.
Nach dem Studium ließ er sich ab 1854 als Rechtsanwalt in Göttingen nieder und wurde Anhänger des Liberalismus. 1855 war er Anwalt am Obergericht und 1857 Vorsitzender des Stadtrats. 1859 war er einer der Mitbegründer des Deutschen Nationalvereins. 1864 wurde er in die zweite Kammer der Hannoverschen Ständeversammlung gewählt, wo er der Opposition gegen die Regierung angehörte. Nach der Annexion Hannovers durch Preußen 1866 wirkte er aktiv an der Eingliederung in den preußischen Staat mit.
1867 war er einer der maßgeblichen Gründer der Nationalliberalen Partei. 1867 bis 1882 gehörte er als Führer des rechten Flügels der Nationalliberalen dem Preußischen Abgeordnetenhaus an. Er wurde für den Wahlkreis Hannover 7 (Osnabrück) gewählt.
Von 1867 bis 1870 gehörte er dem Reichstag des Norddeutschen Bundes an, wo er den Wahlkreis Hannover 4 (Osnabrück – Bersenbrück – Iburg) vertrat. Von 1871 bis 1877 war er Abgeordneter des Reichstagswahlkreis Waldeck-Pyrmont im Reichstag des deutschen Kaiserreichs. 1887 wurde Miquel erneut in den Reichstag gewählt, diesmal gleichzeitig in zwei Wahlkreisen (Hessen 2 (Friedberg – Büdingen) und Pfalz 6 Kaiserslautern). Er nahm die Wahl in Kaiserslautern an; auch die Reichstagswahl 1890 gewann er in diesem Wahlkreis, musste jedoch am 24. Juni 1890 wegen seiner Ernennung zum Finanzminister sein Reichstagsmandat niederlegen. Außerdem war Miquel von 1882 bis 1890 Mitglied des Preußischen Herrenhauses.
Mit der Zeit rückten seine politischen Ansichten immer weiter nach rechts, was sich auch in seinem Interesse für eine aktivere deutsche Kolonialpolitik niederschlug. Im Jahre 1882 war Miquel eines der Gründungsmitglieder des Deutschen Kolonialvereins.
Neben seiner parlamentarischen Laufbahn war Miquel auch in der Verwaltung und in der Wirtschaft tätig.

### Bürgermeister (1865–1869) und Oberbürgermeister (1876–1880) von Osnabrück
1865 trat Miquel die Nachfolge des Osnabrücker Bürgermeisters J.C.B. Stüve an, der aus einer alteingesessenen Osnabrücker Familie kommend die Belange der Stadt mit gestaltet hatte. Miquels erste Amtszeit war geprägt durch die Veränderungen, die die Annexion des Königreichs Hannover durch Preußen nach sich zog. Seine zweite Amtsperiode – nun als Oberbürgermeister – begann 1876, nach mehrjähriger Tätigkeit als Direktor der Disconto-Gesellschaft, aus der er sich 1873 wegen möglicher Interessenverquickungen mit seinen parlamentarischen Tätigkeiten zurückgezogen hatte. Unter beiden Amtszeiten Miquels beschleunigte sich die Entwicklung Osnabrücks. Miquel bewirkte eine umfassende Reform des städtischen Finanzwesens, der städtischen Bauordnung, im Schul- und Bildungswesen sowie im Verkehrswesen und schuf so Grundlagen für die Entwicklung der Stadt als Wohn- und Arbeitsort einer wachsenden Bevölkerung und als Standort für Handel und Wirtschaft. Seine juristischen wie volkswirtschaftlichen Fachkenntnisse, gepaart mit rhetorischer Überzeugungskraft, wurden auch außerhalb Osnabrücks wahrgenommen.

### Oberbürgermeister von Frankfurt am Main (1880–1890)
1880 wurde Johannes Miquel als Nachfolger von Daniel Heinrich Mumm von Schwarzenstein zum Oberbürgermeister von Frankfurt am Main ernannt. Zur Sanierung des defizitären Stadthaushaltes reformierte er das städtische Rechnungswesen und führte eine strenge Kontrolle der Ein- und Ausgaben ein. Anstelle der bisherigen Haupteinnahmequelle der Stadt, des Zuschlages auf die einkommensabhängige Klassensteuer, setzte er auf die Erhebung indirekter Steuern und auf Betriebseinnahmen durch Gebühren. Durch seine geschickte soziale Finanzpolitik machte er aus der altehrwürdigen Kaiserwahlstadt eine aufstrebende Metropole. Zu seinen größten Leistungen zählt die Reform der Armenfürsorge, die bis dahin aus privaten (teils noch aus dem Mittelalter stammenden) Einrichtungen und einem völlig unzulänglichen, unter Polizeigesichtspunkten organisierten kommunalen Armenwesen bestand. In seine Amtszeit fielen eine Reihe von wichtigen öffentlichen Bauten, z. B. der Bau der Kläranlage Niederrad (1882), die Kanalisierung des Mains und der Neubau des Westhafens (1886) sowie des Hauptbahnhofs (1888). Von 1886 bis 1890 war er für den Stadtkreis Frankfurt am Main Mitglied des Nassauischen Kommunallandtags. 1889 gehörte er zu den Gründern der Aktienbaugesellschaft für kleine Wohnungen, einer von Frankfurter Bürgern gestifteten Einrichtung zur Förderung des Sozialen Wohnungsbaus.

### Finanzminister in Preußen

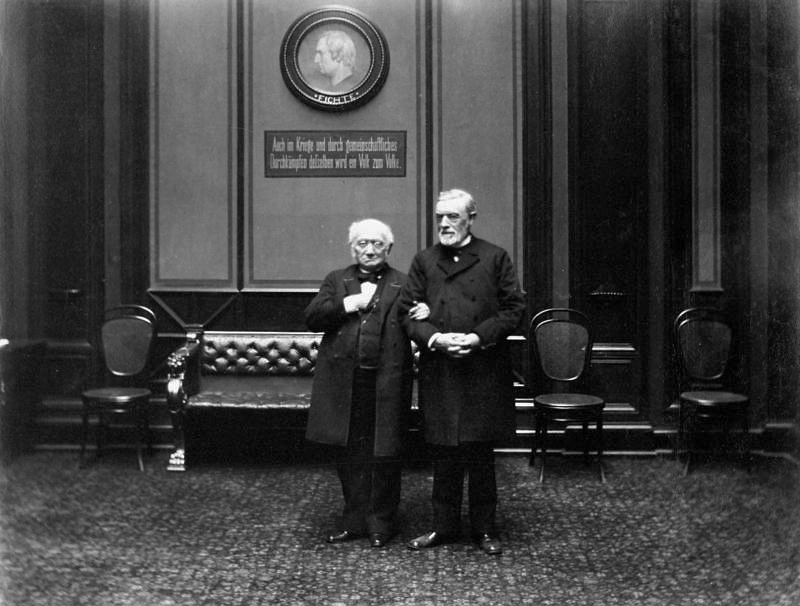
Miquel (rechts) zusammen mit Ludwig Windthorst ca. 1889 im Deutschen Reichstag

Büste 1899

Im Juni 1890 berief Reichskanzler Leo von Caprivi Miquel als preußischen Finanzminister nach Berlin. Als Finanzminister galt Miquel als Mann mit großem Sachverstand und politischer Begabung und entwickelte ein revolutionäres Steuersystem mit den Elementen Einkommensteuer, Vermögensteuer und Gewerbesteuer, das in seinen Grundzügen heute noch gültig ist. Diese Reform wurde nach ihm auch „Miquel’sche Steuerreform“ genannt. Mit dem Einkommensteuergesetz vom 24. Juni 1891 wurde die bisherige Einteilung der Steuerpflichtigen in einkommensabhängige Klassen, die jeweils den gleichen Steuerbetrag zu zahlen hatten, abgeschafft und durch einen progressiven Steuertarif ersetzt: Der Steuersatz der Einkommensteuer stieg von 6 Mark für Jahreseinkommen von 900 bis 1050 Mark, also rund 0,6 Prozent, bis auf 4 Prozent (für Jahreseinkommen über 100.000 Mark). Nach dem Kommunalabgabengesetz vom 14. Juli 1893 erhielten die Gemeinden die Erträge aus der Grundsteuer und der Gewerbesteuer. Miquel zweifelte an Caprivis Befähigung zum Reichskanzler und trug mit anderen Gegnern zu dessen Sturz bei.
In seiner Eigenschaft als preußischer Finanzminister nahm er am 31. Mai 1895 an der Grundsteinlegung des Elbe-Trave-Kanals in Lübeck teil. Nach den Schlägen mit dem silbernen Hammer durch den Kommandierenden General des IX. Armee-Korps in Altona mit „Navigare necesse est, vivere non necesse est“, Alfred von Waldersee, schlug in der Zeremonie der Staatsminister gefolgt vom Staatsminister Karl von Thielen den Granitstein.
Miquel gilt als Initiator und Gründer der 1895 gegründeten Preußischen Central-Genossenschaftskasse (kurz: Preußenkasse). Die Preußenkasse stellte das erste überregionale genossenschaftliche Finanzinstitut dar, das sich als zuständig für alle Genossenschaften erklärte. Sie gilt als ältester Vorläufer der Deutschen Zentral-Genossenschaftsbank (kurz: DZ Bank, Frankfurt am Main) als kreditgenossenschaftliches Spitzeninstitut

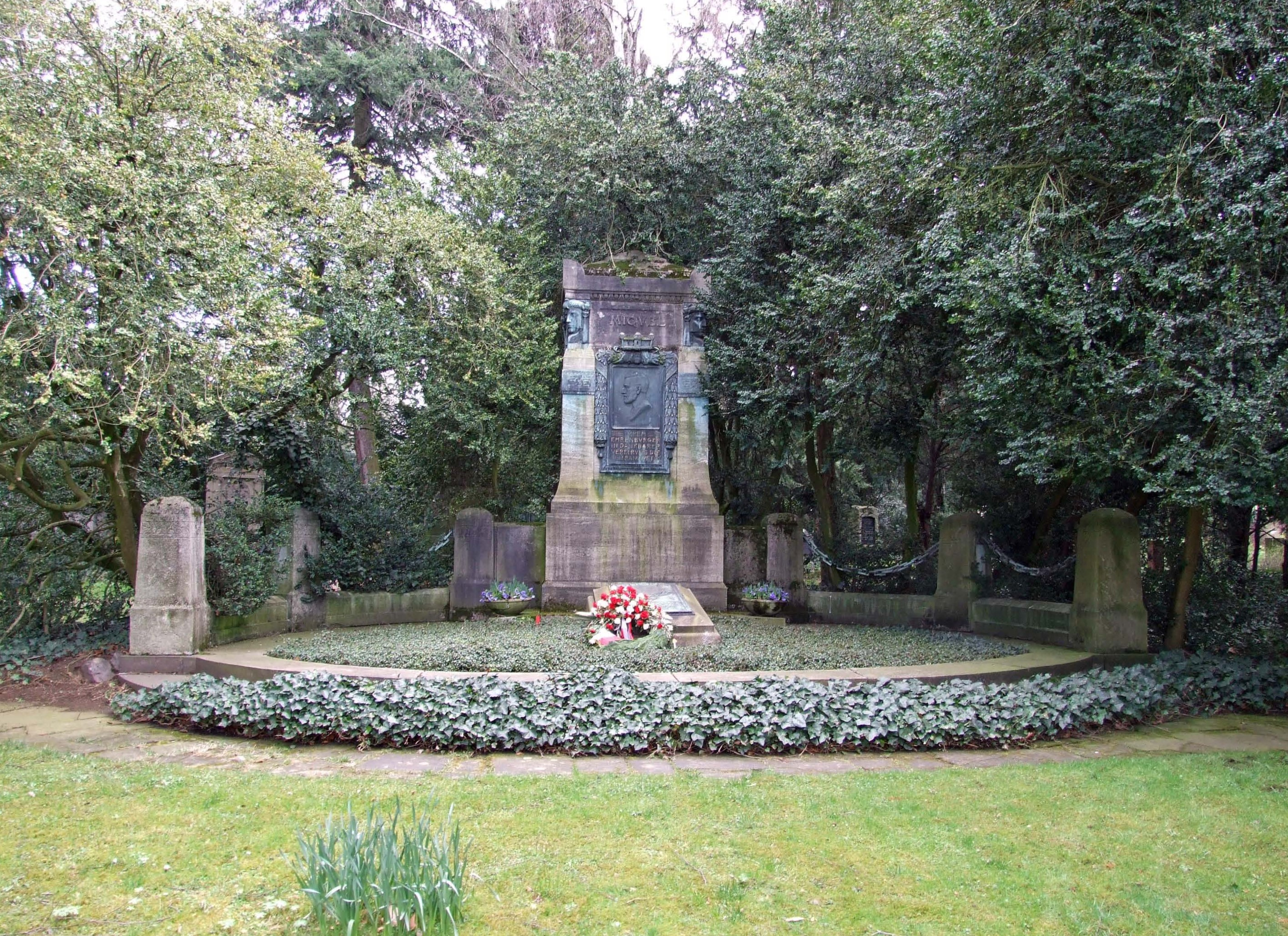
Johannes von Miquel Ehrengrab auf dem Frankfurter Hauptfriedhof

1897 wurde er Vizepräsident des Staatsministeriums. Mit der Verleihung des Schwarzen Adlerordens wurde Miquel am 27. Januar 1897 in Berlin mit Wappenbrief vom 14. April 1897 in den preußischen Adelsstand erhoben.
Am 5. Mai seines Todesjahres 1901 nach dem Scheitern eines Kanalbaugesetzes zum Rücktritt gezwungen, wurde er noch einmal Mitglied des Preußischen Herrenhauses.
Miquel starb am 8. September 1901 in seinem Haus in Frankfurt am Main, wo er seit dem 1. Juli 1890 das Ehrenbürgerrecht besaß. Er erhielt ein Ehrengrab auf dem Frankfurter Hauptfriedhof (Gewann D 297). Ein Teil des Frankfurter Alleenrings sowie Straßen in Berlin, in seiner Geburtsstadt Neuenhaus, in Lingen und in Osnabrück sind nach ihm benannt.
Zum 70. Geburtstag von Miquels beauftragte der Kultusminister Robert Bosse den Bildhauer Ferdinand Hartzer mit der Anfertigung einer Marmorbüste, die im Gymnasium Georgianum in Lingen Aufstellung fand. Weitere Exemplare fanden im Kestnermuseum Hannover und im Festsaal des Rathauses in Frankfurt Aufstellung.
Für seine Verdienste um Leibesübungen und Sport in Niedersachsen wurde er in die Ehrengalerie des niedersächsischen Sports des Niedersächsischen Instituts für Sportgeschichte aufgenommen. Die Universität Berlin verlieh ihm 1877 die Würde eines Dr. iur. h. c.

## Werke (Auswahl)
- Das neue Hannoversche Finanzgesetz vom 24. März 1857. Wigand, Leipzig 1861 (2. verb. Aufl. 1861).
- Die Ausscheidung des Hannoverschen Domanialguts und das Verfahren der Festsetzungs-Commission auf Grund des Gesetzes vom 24. März 1857. Eine Erwiderung. Wigand, Leipzig 1863.
- Denkschrift betreffend die Reorganisation der Armen- und Wohlthätigkeits-Verwaltung der Stadt Frankfurt am Main. Frankfurt a. M. 1881.
- Johannes von Miquels Reden. Hrsg. von Walther Schultze und Friedrich Thimme. 4 Bde., Waisenhaus, Halle a.d.S. 1911–1914.